# Pacifische kangoeroegoffer
De Pacifische kangoeroegoffer (Dipodomys agilis)  is een zoogdier uit de familie van de wangzakmuizen (Heteromyidae). De wetenschappelijke naam van de soort werd voor het eerst geldig gepubliceerd door Gambel in 1848.

## Voorkomen
De soort komt voor in de Verenigde Staten en Mexico.